# ケナン・ピリッチ
ケナン・ピリッチ（Kenan Pirić、1994年7月7日 - ）は、ボスニア・ヘルツェゴビナ・トゥズラ出身のサッカー選手。スュペル・リグ・ギョズテペSK所属。ポジションはゴールキーパー。ボスニア・ヘルツェゴビナ代表。

## クラブ経歴
2012年8月25日、当時OFKグラディナに所属していた18歳のピリッチは、この日のFKヴェレジュ・モスタルとのリーグ戦でプロデビューを果たしたが、試合では3失点を許し、3-1で敗北した。この2012-13シーズン、リーグ後半戦からレギュラーに定着し、プロデビューシーズンながら16試合に出場した。
2013年7月、ベルギーのKAAヘントに引き抜かれたが、トップチームでの出番は無く、主にU-21カテゴリーでプレーし、わずか1シーズンでクラブを退団した。
2015年1月15日、母国ボスニアに復帰し、FKスロボダ・トゥズラに加入した。シーズン途中からの加入だったが、すぐにレギュラーに定着し、翌シーズンにはベイタル・エルサレムFCとのUEFAヨーロッパリーグ予選でUEFA主催大会デビューも果たした。
2017年2月1日、HŠKズリニスキ・モスタルに移籍し、1年半契約を交わした。ここでも加入後すぐに定位置を確保し、冬からの加入ながらリーグ優勝を経験。翌シーズンもリーグ戦32試合中29試合に出場し、リーグ2連覇に貢献した。また、在籍2シーズン目にはUEFAチャンピオンズリーグ予選に出場した。
2017年12月12日、スロベニア1部リーグに所属するNKマリボルは、翌シーズンからの3年契約で加入という契約をピリッチと合意したことを発表した。同年7月29日、NSムラとの公式戦で移籍後初出場を果たすと、2018-19シーズンには自身3度目となるリーグタイトルを獲得した。
2021年7月9日、アトロミトスFCに2年契約で移籍した。

## 代表経歴
U-21世代からボスニア・ヘルツェゴビナ代表に招集され初め、同代表ではキャプテンも務めた。
2018年1月31日、メキシコ代表との親善試合でフル代表デビューを果たした。

## タイトル

### クラブ
HŠKズリニスキ・モスタル
- ボスニア・ヘルツェゴビナ1部リーグ : 2回 (2016-17, 2017-18)

NKマリボル
- スロベニア1部リーグ : 1回 (2018-19)